# 延吉道
延吉道，中华民国初期道。
1914年6月由东南路道改名，治延吉县（今吉林延吉市）。属吉林省。辖延吉、宁安、珲春、东宁、敦化、额穆、汪清、和龙等县。辖区约当今黑龙江省海林（南部）、牡丹江二市以南，吉林省蛟河、敦化、安图（北部）、龙井、和龙等市县以东地区。1929年初废。 